# Morcourt (Aisne)
 Morcourt  es una población y comuna francesa, en la región de Picardía, departamento de Aisne, en el distrito de Saint-Quentin y cantón de Saint-Quentin-Nord.

## Demografía
| 429 | 398 | 586 | 562 | 580 | 578 |
| Para los censos de 1962 a 1999 la población legal corresponde a la población sin duplicidades (Fuente: INSEE [Consultar]) |     |     |     |     |     |